# الخربة (صنعاء)

تعديل مصدري - تعديل

الخربة هي إحدى قرى مديرية بني حشيش التابعة لمحافظة صنعاء اليمنية، بلغ تعداد سكانها 3826 نسمة حسب الإحصاء الذي جرى عام 2004.